# Mordechai Spiegler
Mordechai Spiegler (hebreu: מרדכי שפיגלר)  (Asbest, 19 d'agost de 1944) fou un futbolista israelià de la dècada de 1970 i entrenador.
Fou 83 cops internacional amb la selecció israeliana amb la qual participà en la Copa del Món de Futbol de 1970.
Pel que fa a clubs, defensà els colors de Paris Saint-Germain, Maccabi Netanya FC i New York Cosmos entre d'altres.